# Cala Crancs
La cala Crancs és una petita platja natural del municipi de Salou (Tarragonès), situada al cap de Salou, a pocs metres a l'oest del far de Salou. La caleta, en forma de 'U', està delimitada de manera natural a banda i banda per roques, envoltada de vegetació i situada en l’entorn residencial del Cap Salou. Orientada al sud-oest-oest, té una longitud de 77 metres i una amplada mitjana de 40 metres, formada per sorra fina, amb un pendent d'entrada a l'aigua suau. Disposa de punt de socors, dutxes, zona d'aparcament, lloguer de gandules i patins i un quiosc.
L'Agència Catalana de l'Aigua efectua un control quinzenal de la qualitat de l'aigua, durant la temporada de bany, amb el resultat d'excel·lent.
El nom de la platja prové de la gran quantitat de crancs que hi havia, i encara hi ha. La platja va ser utilitzada al segle XVI pels pirates corsaris com a refugi i per a retenir-hi les persones que raptaven, a l'espera de cobrar-ne el rescat.
En el camí que baixa a la platja hi ha l'obra Snacks i vestuaris a Cala Crancs, dels arquitectes Antoni Bonet i Castellana i Josep Puig i Torné, consistent en tres triangles de formigó sota els que hi ha els equipaments de Centre Cívic de Cap Salou, porxo per a activitats veïnals i mirador, respectivament.